# ファントム無頼
『ファントム無頼』（ファントムぶらい）は、史村翔原作・新谷かおる作画による日本の漫画作品である。

## 概要
「週刊少年サンデー増刊号」（小学館）1978年4月20日号から1984年2月号まで連載された。単行本は全12巻、ワイド版（少年サンデーワイドコミックス）は全5巻、文庫版（小学館文庫）は全7巻が刊行されている。
史村の自衛官時代の職務経験を基に制作されているが、航空自衛隊の実情よりも、その環境の人たちが醸し出す娯楽性の高いドラマに重きを置いており、主人公が自衛隊員ということもあって本格的な戦闘を行うことはなく、救助活動や職務を通じてのゲストとの交流が主な内容となっている。

## あらすじ
百里飛行場の第7航空団第305飛行隊に所属するF-4EJ ファントムIIのパイロット・神田鉄雄二等空尉と、三沢飛行場の第3航空団第8飛行隊に所属するファントムのナビゲーター・栗原宏美二等空尉。2人はそれぞれ凄腕の航空自衛官だが、その性格が災いし「基地の問題児」として周囲から厄介者扱いされていた。
百里基地司令・太田は、「両方とも少しは変わるだろう」「最悪、どちらか一方でも負けて潰れてくれれば」との考えから、神田に対抗させるため、異動となった栗原を百里に呼ぶ。ちょうどナビゲーターを病院送りにしていた神田と、代わりのナビゲーターとして赴任した栗原は、最初こそ反発し合うものの互いの技量を認め、太田の思惑を超えて意気投合する。そして2人はファントムII 680号機の専属パイロットとして、職務を通し様々な出会いを経て成長していく。

## F-4EJ ファントムII 680号機
305飛行隊所属のファントムで、専属パイロットは神田鉄雄二尉。第2話までは神田がことごとく病院送りにしたため専属のナビがいなかったが、最終的に栗原宏美二尉が専属ナビになる。
機体番号は「47-8680」であったが、この機体ではバードストライクや異物の侵入によるエンジン爆発など、全話中6回の事故が発生した。
作中最高クラスの機動性と不死身ともいえる生存率を誇ったが、劇中においてもファントムは既に旧式化しており、最初の機体は経年劣化と度重なる事故、何より神田・栗原の無茶な操縦によるダメージの蓄積から、ついに第32話で退役が決定。しかし予想以上に機体の劣化が進行していたため、退役前の最終飛行中に限界を迎え海上で空中分解し墜落（機体と心中する、もしくは是が非でも基地に連れて帰るつもりだった神田・栗原は射出座席が勝手に作動したため、脱出）。第33話、第34話で「55-8680」になったが、第36話から「07-8680」が登場。「07-8680」以降は事故なし。
コールサインは「新撰組」と称している（第1話より）。また、コールサインに合わせて垂直尾翼の両側と左右のインテークに赤いダンダラ模様が描かれている。なお、当時の305飛行隊所属機が実際に使用したコールサインは「eagress###」である（個別記号###には機体番号の下3桁を用いる）。
作中では神田の技量と相まって俊敏な動きをする機体だが、連載当時としても旧式の第3世代機であることから、エプロンから滑走路への移動中や飛行中にノタノタした感じでの描かれ方をされることも多かった。
神田・栗原のコンビにより操縦される680号機は、最高速度マッハ2.6を達成するなど製造元のマクドネル・ダグラス社の想定を超える能力を見せた。最終話で神田・栗原が懲戒免職された際、マクドネル・ダグラス社は調査のため680号機を引き取ろうと試みている。
現実の航空自衛隊では、一機体に特定の乗員が専属で付くということはない。また、F-4EJの機体番号は301から440までの140機分となっており「F-4EJの680号機」は存在しない。連載当時、小松基地第205飛行隊にF-104J「56-8680」が所属していたが、1980年に事故で抹消となった。F-104退役後はT-4に割り当てられ、T-4「25-5680」が、入間基地航空総隊司令部飛行隊所属の後、奇しくも現在百里基地第305飛行隊に連絡機として配備されている。
百里基地所属の第302飛行隊が2010年の百里基地航空祭において、F-4EJ改のインテークに神田・栗原の680号機と同様の新撰組のダンダラ模様と機首上面のアンチグレア塗装をペイントした特別塗装機を飛行させ、2019年の320号機の退役飛行の際にも同様のダンダラ模様を塗装した。

## 登場人物

### 航空自衛官
神田 鉄雄（かんだ てつお）
航空自衛隊二等空尉。ファントムの操縦テクニックは天下一品のパイロット（操縦士）。アクロバティックな飛行が得意で、激しい動きに付いていけない幾多のナビゲーターを病院送りにした、百里基地の問題児。
周りからゴリラ呼ばわりされるほどの体力バカで怖いもの知らず。喧嘩も滅法強く、引き分けはともかく負けた事は一度もない。反面、昔のある出来事以来ヘビを大の苦手とし、ゴム製のおもちゃであっても見ただけで気絶する。また、飛行機と無関係な機械にはまるで弱く、洗濯機もまともに扱えない。加えて父親譲りの重度の音痴で、好物はお子様ランチ。
父親も航空自衛官で、初めてF-4を操った日本人の一人だったが、神田が高校生の時にT-33の事故で二次災害回避のために重傷を負い殉職。神田自身も破天荒なフライトの一方でその恐ろしさを承知しており、旅客機の機長である伊達に関して「自分には多くの乗客の命を預かって飛ぶ度胸はない」と語ったり、何があろうと決して自機を捨てようとせず、有事の際には自分の命より他者の命を優先し、我が身を捨てても助けようとするなど、強烈な義務感・使命感を持ち、それを以って栗原をも牽引していく。「剣を帯びていても平和である限り抜かずに済ませる、人命を手に掛けるのは最後の最後」の自衛官である事に誇りを持っており、ペイント弾での模擬戦でもコクピットは狙わずエンジンのみを射撃した。
女性にはモテないと自認しているが、実際はそれなりに女性（それも美人ばかり）と縁がある。それどころか、あえて自分から女性を突き放すこともある。自分がいつ空で命を落とすかわからない身である事を承知しているためである。その辺りの事情もあってなのか、リカちゃん人形が好きらしい（栗原の分析のみで、作品内での描写はされていない）。
栗原 宏美（くりはら ひろよし）
航空自衛隊二等空尉。容姿端麗・頭脳明晰の超一流ナビゲーター。風防ガラスを塞がれて有視界飛行が出来ない状態でも、航空図さえあれば計器飛行でパイロットを目的地へ誘導出来る技量の持ち主。しかも実際の着地点が航法計算の結果から1メートルでもずれると満足出来ないなど、「ファントムのコンピュータ」を自認する。コンピュータおよびソフトウェア開発にも造詣が深い。神田が「オペレーション・コマンダー（作戦指揮官）」とジョーイに紹介するシーンもあり、場合によって呼称が変わる模様。またパイロットとしても高い技量を持つ。
初登場時には「真にファントムを飛ばしているのは、動かすだけのパイロットではなく目的空域を設定し誘導するナビゲーターだ」と言って憚らず、協調性に欠け揉め事ばかり起こし、三沢基地では神田同様の問題児だった。後に栗原は、自分が少しは人間らしくなったのは神田やジョーイのおかげだと述懐している。
コンディション作りにおいては神田よりも徹底しており、非番の時も余程のことがなければ酒類を口にしない。いつスクランブルがかかってもいいように備えているためで飲めないわけではなく、ある理由から一度だけしこたま飲んだこともある。また、航空事故の防止のため、食事には納豆を欠かさないようにしており、同居人の神田にもそれを徹底させている（納豆は腸内でのガスの膨張を防ぐ効果がある）。
父親は大企業「島崎重工」の社長・島崎猛。母親の栗原静は芸者で、いわゆる妾腹。異母兄弟（兄か弟かは不明）で人徳に欠ける和美（かずよし）と、異母妹の清美がいる。母の死に際して看取ることもしなかった父は嫌悪対象で、払われた養育費には一切手を付けず、大学卒業と同時に利子まで付けて叩き返している。和美とも不仲で、顔を合わせる度に嫌味を言われては無視している。しかし清美と再会して以降は、許しはしないまでも父への憎悪を捨てたことが示唆されている。そのせいか、一度期間限定で父の会社に出向しコンピュータシステムの構築を行い、懲戒免職された際も神田ともどもその会社に転職していた。
怒った際や本領を発揮する前に手の爪をヤスリ掛けする癖がある。同僚がその様子を見ると、「栗原の爪研ぎ」と呼んで基地中がざわつくほどである。
容姿は母譲りの美形で、基地祭などイベントで女装するとそこらの女が裸足で逃げ出す美しさ。愛用のオーデコロンはアラミス。神田もよく借用していた。
西川（にしかわ）
航空自衛隊三等空尉（後に二等空尉に昇任）。F-4EJ 320号機（※680と異なりこの機番のF-4EJは実在する）のパイロット。名前は不明。既婚者で、娘が生まれた頃を境に危険に敏感になり決断力が低下した時期があったが、太田司令の説得で克服し、神田に次ぐ操縦技量の持ち主に成長する。神田ほど問題を起こさないため、信頼は厚い。
水沢 健一（みずさわ けんいち）
航空自衛隊三等空尉（最終話で二等空尉に昇任）。F-4EJ 320号機のナビゲーター。
百里基地の男達の間でちょっとしたマドンナだったPX（基地内の売店）の美和子に恋したものの、告白できずに迷っていたところを西川に叱咤され、一念発起。交際申し込みを飛ばしていきなりプロポーズし、受け入れられ結婚。後に娘の美加が生まれる。
始末書すれすれの飛行を楽しむ680（神田・栗原）に対し、既婚者コンビで堅実なところが320の長所だと認識しており、西川をたしなめることもある。ナビとしても栗原に次ぐ腕前で、320は準エースの地位を不動のものとしている。
実家は東北地方の海辺にあり、美加が生まれて間もない頃に発生した地震で津波被害を受けている。
田中林（たなかばやし）
航空自衛隊三等空尉。ナビゲーター。通称「タヌキバヤシ」。実家が寺で、アラート待機中などによく経を唱えているため、周囲からは縁起が悪いと除け者にされることが多い。筆文字で「御通」と書かれたヘルメットを愛用。好物は夏でも冬でもタヌキうどん。
栗原・水沢が不在の時に神田・西川の後席を務めることがあり、ナビとしての腕前は成績の上では栗原・水沢に次ぐとされるが、飛行中に不測の事態に遭遇してパニックを起こしたことがある。
太田司令（おおた）
第7航空団司令兼百里基地司令。一等空佐（後に空将補に昇任。航空団司令は将補の職席であるため）。45歳。神田・栗原の暴走にいつも頭を痛めており、時にはそれがサディスティックなお仕置きにまで発展することもあるが、基本的に部下想いの良い上司である。西川がフライト中にトラブルを起こした際は自ら率先してファントムに乗り込み救出に向かい、最終巻で神・栗コンビが免職される事態に発展した際は監督責任を取っての辞職と引き換えで航空幕僚監部に寛大な処置を求めたり（事態が大きすぎたため認められなかった）と、部下達の事を我が子のように思い大事にしている。
体型は豆タンク型だが、第11飛行教育団勤務当時は短距離走を得意とし、“静浜の音速男”の異名で鳴らした俊足だった。現在は第一線を退いているもののパイロットとしての実力は未だに高く、体型の都合でかなり無理矢理だが神田に「俺でもあれは出来ない」と言わしめるような高等技術を見せた事もある。
矢瀬副司令（やせ）
第7航空団副司令。二等空佐（後に一等空佐に昇任。航空団副司令は一佐の職席であるため）。第一線にいた頃は優秀なナビゲーターで、太田とコンビだった。太田同様、神田・栗原の暴走に頭を痛める。しかし最終巻で神・栗コンビが免職される事態になった際は、太田に続き空幕に自らの引責辞職と引き換えでの寛大な処置を求めようとしている。
娘の恵が出生時に未熟児だった事から溺愛しており、叱られないことへの強い不満から彼女がグレかけた時に神田・栗原に助けられたことがある。
体型は名前の通りひょろのっぽ型。
今井班長（いまい）
百里基地整備第3班班長で一等空曹。太平洋戦争当時の百里原海軍航空隊で既に一等整備兵曹（自衛隊の二曹相当官。1942年以降、一等兵曹は陸軍の軍曹と同格のため。）を務め、航空自衛隊が出来た後は航空機整備員として百里基地に勤務。「ファントムはデリケートなんだ」が口癖で、神田・栗原の荒っぽい操縦に対し口うるさいが、良き理解者でもある。神田も彼の整備には「安心して乗っていられる」と全面の信頼を置いている。またマッハ2.6を叩き出した680号機を整備したのも彼である。
横山 久美子（よこやま くみこ）
ファントムに憧れを抱きパイロットを夢見る少女。初登場時は高校生だったが、神田が独断で後席に乗せて飛行し、事故で神田が操縦不能に陥った際、栗原の誘導があったとはいえ久美子の操縦で着陸に成功している。
後に空自に入隊し、静浜基地で第11飛行教育団の飛行練習生になる。空士長。同期の女子練習生が次々に脱落していくことで悩み騒動を起こすが、来日中のキャシーに出会い精神的な成長を遂げる。神田を慕う様子が描写されている。

### 民間航空会社
伊達 五郎（だて ごろう）
紅空（架空の航空会社）に所属する旅客機の機長。元は空自の戦闘機パイロットで、千歳基地時代に栗原と組んでいた。かなりの女好きで、現代でならセクハラと認識される行為をスチュワーデス相手に常日頃行っているが、ハンサムで人望もあるためか大目に見られている模様。一方で妻・直子（旧姓は西原。できちゃった結婚の元スチュワーデス）や娘・三星（乗機のトライスターにちなむ名であると同時に、親が悪い星の下に生まれたので悪い星も3つあれば何とかなるだろうとの願いを込めた命名）に愛情を注ぐよき家庭人でもある。
優れた操縦技量と、乗客の安全を命懸けで守ろうとする強い意志を持つが、同時に神田に関して「狭苦しく与圧されていない操縦席に入り、飛行中もコーヒーが飲めない戦闘機パイロットに戻る度胸はない」とも語っている。栗原とは空自時代の元相棒ということもあって絶大な信頼を持つ一方、神田ともウマが合い、飲むとすぐ一緒に全裸になって騒ぎ出すほど仲が良い。互いの飛行技量や立場にも理解と敬意を払い合っている。
高田（たかだ）
紅空の副操縦士。伊達とコンビを組んでいる。整えた口髭が特徴。普段は穏やかで常識的だが肝が据わっており、操縦技量も伊達が「俺と同じぐらいの腕がなきゃコンビなんて組めるか」と太鼓判を押すほど。「3本線だろうが4本線だろうが空を飛べれば満足だ」と機長昇格には興味を持たない（「○本線」は肩章の線の数。機長は4本、副操縦士は3本）。伊達同様、神田・栗原に友情を感じている。初期には高原の名前で登場しているが、文庫版では訂正された。

### 米軍関係者
ジョーイ・ヨハンセン
アメリカ海軍中尉。第7艦隊空母サミット（架空の艦）所属の腕利きパイロット。第1話で初登場。その後何度も神・栗コンビと係わる。作中でF-4からF-14に機種転換しているほか、ハリアーで百里基地を訪れたこともある。
父が軍の大物高官であり、はるか上官であるはずの空母艦長（一般に大佐が務める）からも扱いを持て余されている。彼を人質にする形で神田が腕試しに空母着艦を試みた時、「父親はジョーイに何かあったら日本に向けて核ミサイルのボタンでも押しかねん」と艦長が青ざめるシーンがあり、かなり溺愛されている模様。
百里の基地祭で上演された劇に乱入した際、女装した栗原を見て「美しければ男も女も関係ない」と言い唇を無理やり奪おうとした。
“キャシー”キャサリン・F・ガーナード
アメリカ空軍中尉。NORAD所属。父親は赤い旗作戦基地司令のヘンリー・ガーナード中将。
神・栗コンビがアメリカ研修のため搭乗した旅客機に乗り合わせ、その際のトラブルで2人に興味を持つ。かなりの美人で、パイロットとしての腕も一流。女性パイロットの先輩として本土から「ソニック・エンジェルス」（女性だけで構成されるアクロバット飛行チーム。架空の部隊）を呼ぶなど久美子を激励した。後にテックスと結婚し息子のリッキーを出産。
“テックス”ジャスティン・G・オールソン
アメリカ空軍大尉。通称はテキサス州出身のため。キャサリンの婚約者でF-15のパイロット。神・栗コンビが参加した模擬戦では、機体の性能差を覆す2人を侮っていたため敗れる。まもなく後に起こった大統領遭難事件の際、神・栗も認める操縦技量で事件解決に貢献。以降は良き友人になる。
ジェイムズ・C・カーナー
アメリカ合衆国大統領。キャシーを幼少時から知っており、彼女から「ジミーおじさま」と呼ばれている。気さくな面があり、初登場時はエアフォース・ワンの機内から神田・栗原にラスベガスの場所を教え、相手が誰か気付いていない神田から「おっさん」呼ばわりされても笑っていた。視察のため乗ったヘリ（ネイビーワン）が遭難した際、神・栗（とテックス）に命を救われ、以来2人のファンになった。2人が免職になった際にはヒッカム空軍基地に怒鳴り込んで、苦情の撤回と復職を実現させた。

### 自衛官たちの家族
太田 鷹子（おおた たかこ）
太田司令の一人娘。神・栗コンビのアイドル的存在。18歳。
母親がパイロットである夫の身を案じ、不安な毎日を過ごしていたことを子供の時感じていたため、最初は飛行機乗りのことを嫌悪していた。その後、神田・栗原との出会いをきっかけに、父やパイロットにも理解を示すようになる。彼女自身は民間人のはずだが、よく百里基地に出入りしている。
神田・栗原の二人に興味があり、お相手をどちらにするか決めかねている模様。自衛隊とは無関係の男性とお見合いした際、神・栗両方の嫁となって15人の子供（野球とバレーボール各1チーム分）を産むことを妄想した。
栗原 静（くりはら しずか）
栗原の母。芸者であったが早くに他界した。神田が幼い頃に出会った憧れの女性でもあるが、互いに思い出を話しているのが同一人物であることには二人とも気付いていない。
島崎 清美（しまざき きよみ）
栗原の異母妹。線の細い美人で優しい性格の持ち主で、栗原に対しへだてなく接した唯一の父方の肉親。栗原も彼女のことは家族として大切に想っていた。一時期、兄に比べ男らしくなく頼りない婚約者の信吾に物足りなさを感じるが（栗原が兄でなければ、と涙するシーンもある）、ある事件で急速に仲が深まる。
信吾との結婚式の1ヶ月前にハワイで娘の真沙香（まさか）を出産（できちゃった結婚以前に婚前出産だったことで、「まさか妊娠しているとは」というところから栗原が命名）。真沙香が精神を病んだ女性に誘拐された際、ヒッカム空軍基地から機体を拝借した神田・栗原が事態を収拾したのだが、無断借用・無許可飛行・米航空法違反・飛行機破損に加えてパトカーへの機関砲発砲という無法行為に激怒した同基地が航空幕僚監部に苦情を申し入れたため、二人が免職される結果となってしまう。
植村 信吾（うえむら しんご）
清美の婚約者。島崎重工の取引先である会社の社長の息子。見た目は華奢で普段は穏やかな性格であり、清美からは男らしくないと言われていたが、いざというときの肝は据わっており、ある事件で自分の命と引き換えにしてでも清美を救おうとしたことで男を上げる。

## 各話タイトル
| 話数   | タイトル                     | 掲載                            | 話数   | タイトル                     | 掲載         |
| ------ | ---------------------------- | ------------------------------- | ------ | ---------------------------- | ------------ |
| 第1話  | 最終進入                     | 1978年4月20日号                 | 第33話 | ジャジャ馬ならし             | 1980年12月号 |
| 第2話  | 好敵手・栗原                 | 1978年5月25日号                 | 第34話 | 若葉マークからの脱皮         | 1981年1月号  |
| 第3話  | 愛のタッチダウン             | 1978年8月25日号                 | 第35話 | 平和の剣                     | 1981年2月号  |
| 第4話  | 奇跡の生還                   | 1978年9月15日号                 | 第36話 | 白銀のランデブー             | 1981年3月号  |
| 第5話  | 永遠のシュプール             | 1978年10月号                    | 第37話 | 大空の不良たち               | 1981年6月号  |
| 第6話  | バラとファイター             | 『週刊少年サンデー』 1978年45号 | 第38話 | 兄妹                         | 1981年4月号  |
| 第7話  | ロシアより愛をこめて         | 1978年11月号                    | 第39話 | さよなら、ブルーインパルス   | 1981年5月号  |
| 第8話  | パイロットの資格             | 1978年12月号                    | 第40話 | 音速プロポーズ               | 1981年7月号  |
| 第9話  | 飛べない翼                   | 『週刊少年サンデー』 1979年11号 | 第41話 | 鉄男と鉄雄                   | 1981年8月号  |
| 第10話 | 最高速で飛べ                 | 1979年3月号                     | 第42話 | さらば、コンピューター       | 1981年12月号 |
| 第11話 | 衝撃波突破                   | 1979年4月号                     | 第43話 | 黒いX'マス・ツリー           | 1982年1月号  |
| 第12話 | 亜成層圏の棺                 | 1979年5月号                     | 第44話 | 機長・ライブ                 | 1981年9月号  |
| 第13話 | 伝令いまだ届かず             | 1979年7月号                     | 第45話 | マッチョ・フライト           | 1981年10月号 |
| 第14話 | すばらしき仲間たち           | 1979年1月号                     | 第46話 | 大統領の陰謀                 | 1981年11月号 |
| 第15話 | 編隊家族                     | 1979年2月号                     | 第47話 | それぞれの2月3日             | 1982年2月号  |
| 第16話 | 愛と死の大空                 | 1979年6月号                     | 第48話 | フィッシング・パニック       | 1982年3月号  |
| 第17話 | 巨鯨、迷走す                 | 1979年8月号                     | 第49話 | 魔の日                       | 1982年4月号  |
| 第18話 | 虎よ、虎よ                   | 1979年9月号                     | 第50話 | 友情の三連星                 | 1982年5月号  |
| 第19話 | 翼休む地平に                 | 1979年10月号                    | 第51話 | 二つの顔                     | 1982年6月号  |
| 第20話 | 滅亡への秒読み               | 1979年11月号                    | 第52話 | ドロップ・アウト             | 1982年7月号  |
| 第21話 | 新雪の悪魔                   | 1979年12月号                    | 第53話 | 死線のかなたの息子           | 1982年8月号  |
| 第22話 | センチメンタル・エキゾースト | 1980年1月号                     | 第54話 | 愛機と…蛍と…零戦と…          | 1982年9月号  |
| 第23話 | 地獄の急降下                 | 1980年2月号                     | 第55話 | サムライ、シャトルを救え     | 1982年10月号 |
| 第24話 | ONLY ONE SHOT                | 1980年5月号                     | 第56話 | 無視界空中戦                 | 1982年11月号 |
| 第25話 | 悪魔と口づけ                 | 1980年6月号                     | 第57話 | 百里式クリスマス・プレゼント | 1983年1月号  |
| 第26話 | 赤い星のファントム           | 1980年7月号                     | 第58話 | キャプテン・高田             | 1983年3月号  |
| 第27話 | ファントム・イン・ラスベガス | 1980年8月号                     | 第59話 | 転属                         | 1983年6月号  |
| 第28話 | 50セントの指令               | 1980年9月号                     | 第60話 | め組の夏は波高し             | 1983年8月号  |
| 第29話 | レディー・バード・ストーリー | 1980年10月号                    | 第61話 | 暗雲                         | 1983年10月号 |
| 第30話 | 鷹子グラフィティー           | 1980年3月号                     | 第62話 | さらば、神・栗               | 1983年12月号 |
| 第31話 | ロートル無頼                 | 1980年4月号                     | 第63話 | 永遠に                       | 1984年2月号  |
| 第32話 | さらば、わが友よ             | 1980年11月号                    |        |                              |              |

## 書誌情報
いずれも小学館より発行。
少年サンデーコミックス版
1. 1980年3月15日発行、ISBN 4-09-120421-X
2. 1980年5月15日発行、ISBN 4-09-120422-8
3. 1980年8月15日発行、ISBN 4-09-120423-6
4. 1980年11月15日発行、ISBN 4-09-120424-4
5. 1981年2月15日発行、ISBN 4-09-120425-2
6. 1981年4月15日発行、ISBN 4-09-120426-0
7. 1981年6月15日発行、ISBN 4-09-120427-9
8. 1981年11月15日発行、ISBN 4-09-120428-7
9. 1982年4月15日発行、ISBN 4-09-120429-5
10. 1983年1月15日発行、ISBN 4-09-120430-9
11. 1983年7月15日発行、ISBN 4-09-120516-X
12. 1984年4月15日発行、ISBN 4-09-120517-8

少年サンデーコミックスワイド版
1. 1991年6月15日発行、ISBN 4-09-122711-2
2. 1991年8月15日発行、ISBN 4-09-122712-0
3. 1991年9月15日発行、ISBN 4-09-122713-9
4. 1991年10月15日発行、ISBN 4-09-122714-7
5. 1991年11月15日発行、ISBN 4-09-122715-5

小学館文庫版
1. 1997年1月17日発行、ISBN 4-09-193061-1
2. 1997年1月17日発行、ISBN 4-09-193062-X
3. 1997年3月15日発行、ISBN 4-09-193063-8
4. 1997年3月15日発行、ISBN 4-09-193064-6
5. 1997年5月16日発行、ISBN 4-09-193065-4
6. 1997年5月16日発行、ISBN 4-09-193066-2
7. 1997年7月17日発行、ISBN 4-09-193067-0

完全版
1. 2024年8月6日発行、ISBN 978-4-09-179454-3
2. 2024年10月8日発行、ISBN 978-4-09-179455-0
3. 2024年12月5日発売、ISBN 978-4-09-179456-7
4. 2025年2月6日発売、ISBN 978-4-09-179457-4
5. 2025年4月3日発売、ISBN 978-4-09-179458-1

## イメージアルバム
『ファントム無頼 オリジナル・アルバム』
レーベル：東芝EMI
LP版 1985年8月31日発売 LC28-5003
CD版 1986年2月1日発売 LD32-5003
音楽：渡辺博也、歌：ロブバード（1、2、10） / 山際祥子（4、6） / 柿沢美貴（8）、演奏：ソニック・エンジェルス
収録曲
1. PHANTOM LOVER
2. 野生の翼
3. スカイ･ファイター
4. 愛に帰りたい - Flight to Your Heart -
5. ウィング・マーク
6. LADY BIRD
7. 新撰組680
8. いつだって Wait for You
9. 三連星
10. STAND-BY（FOR THE PEACE）

※「愛に帰りたい」のアンサーソングが「いつだってWait for You」である。
　作者の新谷かおるは、アルバムが出るに当たって「自衛隊だから、君が代を収録するんだろうか」というコメントを残している。

## 模型
模型メーカーのハセガワのキャラクター関連商品専門ブランドのアクトハセガワから、同社の1/72スケールのF-4EJ（凹モールドの新キット）にデカールを追加したキットが発売された。
2004年、タカラから発売された食玩「ワールドウイングスミュージアム2 Ｆ-4ファントムIIには、公称の7種以外にシークレットアイテムとしてファントム無頼バージョン（680号機）が存在した。造型は海洋堂が担当した。

## 似た世界観を持つ作品
- 小説『ゼロと呼ばれた男』（鳴海章、1993年） 
空自F-4パイロットが中東で活躍するなど、『エリア88』と『ファントム無頼』を思わせるキャラクターや雰囲気を持つ。また『原子力空母信濃』シリーズでは、『ファントム無頼』の影響でF-4が活躍する小説を書いたと本人が明言している。

## 関連作品
- 『暴走ホリック（つっぱり中毒）』- 新谷かおる著：戦場ロマン・シリーズ8巻『複合戦線』に収録。文庫版には収録されていない。郵便局の配達用赤カブVSスカGのレースを取り扱う。主人公の郵便配達員：小林 旭（神田）、喫茶店マスターのテツ（栗原）※ともに暴走グループ「青騎士」の元リーダー･現リーダー、小林の妹（エリア88の津雲涼子）、小林の妹の彼氏：ベンこと勉（エリア88の風間真）、勉の姉：小夜子（鷹子）、その他「青騎士」メンバー：名無し（エリア88のサキ、ミッキー、グレッグ、フーバー、神崎）、郵便局上司：太田司令という、スターシステムで描かれている。
- 『宇宙大帝ゴッドシグマ』 - 新谷かおるがキャラクター原案を担当したTVアニメ。本編中にも百里基地の運動会の景品としてゴッドシグマの玩具の箱が登場している。また、ゲーム『スーパーロボット大戦Z』に『宇宙大帝ゴッドシグマ』が登場した際には、ゴッドシグマのパイロットの1人であるジュリィ野口が「戦闘機のナビゲーターか?」と尋ねられるシーンがある。
- 『DAICON OPENING ANIMATION』 - 本編フィルムで没になったが、女の子を追跡するシーンでコスモタイガーII、VF-1 バルキリーと共に680ファントムが編隊を組んで登場するのが、雑誌『アニメック』（ラポート）のダイコン特集記事で確認できる[要検証 – ノート]。
- 柳内 たくみの小説『ゲート 自衛隊 彼の地にて、斯く戦えり』には、主人公2人をモチーフとしたと思われるファントム搭乗員「神子田 瑛2佐」と「久里浜 純2佐」が準レギュラーで登場する。竿尾悟作画の漫画版では機体番号680と尾翼の新選組のようなだんだら模様が確認できる。